# LGV Rhône-Alpes
| TGV in Doppeltraktion bei der Fahrt über das Viadukt de la Côtière |                                               |                                                              |                                                              |
| |                                               |                                                              |                                                              |
| Streckennummer (SNCF): | 752 000                                       |                                                              |                                                              |
| Kursbuchstrecke (SNCF): | 500                                           |                                                              |                                                              |
| Streckenlänge: | 115 km                                        |                                                              |                                                              |
| Spurweite: | 1435 mm (Normalspur)                          |                                                              |                                                              |
| Stromsystem: | 25 kV 50 Hz ~                                 |                                                              |                                                              |
| Streckengeschwindigkeit: | 1. Abschnitt: 300 km/h 2. Abschnitt: 320 km/h |                                                              |                                                              |
| |                                               |                                                              |                                                              |
| \| \| \| LGV Sud-Est von Paris-Gare-de-Lyon \| \| \| \| 380,5 \| Abzw. Montanay; LGV Sud-Est nach Lyon-Part-Dieu \| Abzw. Montanay; LGV Sud-Est nach Lyon-Part-Dieu \| \| \| 384,6 \| Bahnstrecke Lyon-Saint-Clair–Bourg-en-Bresse \| Bahnstrecke Lyon-Saint-Clair–Bourg-en-Bresse \| \| \| 385,1 \| A 46 (63 m) \| A 46 (63 m) \| \| \| 389,2 \| PRS de Miribel (Betriebsgleis nördlich) \| PRS de Miribel (Betriebsgleis nördlich) \| \| \| 393,4 \| Tunnel des Dombes (501 m) \| Tunnel des Dombes (501 m) \| \| \| 393,7 \| Tunnel de la Côtière (291 m) \| Tunnel de la Côtière (291 m) \| \| \| 394,1 \| Viaduc de la Côtière (1725 m) \| Viaduc de la Côtière (1725 m) \| \| \| 394,9 \| Bahnstrecke Lyon–Genève \| Bahnstrecke Lyon–Genève \| \| \| \| Sereine \| \| \| \| 395,8 \| A 42 \| A 42 \| \| \| \| Flutbrücken Rhone (4 ×; 78, 26, 26 und 106 m) \| \| \| \| 399,3 \| Canal de Miribel (Rhone; (535 m) \| Canal de Miribel (Rhone; (535 m) \| \| \| 399,8 \| Canal de Jonage \| Canal de Jonage \| \| \| 405,x \| Chemin de fer de l'Est de Lyon (CFEL) \| Chemin de fer de l'Est de Lyon (CFEL) \| \| \| \| Rhônexpress von Lyon-Part-Dieu \| \| \| \| 409,8 \| Lyon-Saint-Exupéry TGV \| Lyon-Saint-Exupéry TGV \| \| \| 414,0 \| D 306 (199 m) \| D 306 (199 m) \| \| \| 416,5 \| A 43 (88 m) \| A 43 (88 m) \| \| \| 416,7 \| Abzw. Grenay-Nord; nach Grenoble \| Abzw. Grenay-Nord; nach Grenoble \| \| \| 417,5 \| Bahnstrecke Lyon–Marseille (über Grenoble) \| Bahnstrecke Lyon–Marseille (über Grenoble) \| \| \| 418,8 \| Abzw. Grenay-Sud von Lyon-Part-Dieu \| Abzw. Grenay-Sud von Lyon-Part-Dieu \| \| \| 423,x \| Wechsel TVM 300 zu TVM 430 \| Wechsel TVM 300 zu TVM 430 \| \| \| 427,9 \| PRCI de Saint-Georges-d'Espéranche \| PRCI de Saint-Georges-d'Espéranche \| \| \| 437,5 \| Viaduc de Savas-Mépin (570 m) \| Viaduc de Savas-Mépin (570 m) \| \| \| 439,1 \| Gère (Viaduc de Meyssiez; 611 m) \| Gère (Viaduc de Meyssiez; 611 m) \| \| \| 441,5 \| Tunnel de Meyssiez (1780 m) \| Tunnel de Meyssiez (1780 m) \| \| \| 442,7 \| Varèze (65 m) \| Varèze (65 m) \| \| \| 451,0 \| Dolon \| Dolon \| \| \| 455,3 \| PRCI de Lapeyrouse-Mornay (Betriebsgleis östlich) \| PRCI de Lapeyrouse-Mornay (Betriebsgleis östlich) \| \| \| 456,5 \| D 519 (ehem. N 519) \| D 519 (ehem. N 519) \| \| \| 457,3 \| Oron (65 m) \| Oron (65 m) \| \| \| 457,5 \| Flutbrücke Oron (50 m) \| Flutbrücke Oron (50 m) \| \| \| 458,0 \| Bahnstrecke Saint-Rambert-d’Albon–Rives \| Bahnstrecke Saint-Rambert-d’Albon–Rives \| \| \| 460,5 \| RD 139 / RD 1 (125 m) \| RD 139 / RD 1 (125 m) \| \| \| 464,7 \| Viaduc de Bancel (218 m) \| Viaduc de Bancel (218 m) \| \| \| 466,7 \| Tunnel de la Galaure (2680 m) \| Tunnel de la Galaure (2680 m) \| \| \| 469,2 \| Estacade de la Galaure (255 m) \| Estacade de la Galaure (255 m) \| \| \| 471,7 \| Galaure (88 m) \| Galaure (88 m) \| \| \| 476,3 \| PRCI de Claveyson-Bren (Betriebsgleis u. Notbahnsteig östl.) \| PRCI de Claveyson-Bren (Betriebsgleis u. Notbahnsteig östl.) \| \| \| 485,1 \| Flutbrücke Herbasse (120 m) \| Flutbrücke Herbasse (120 m) \| \| \| 485,7 \| Flutbrücke Herbasse (120 m) \| Flutbrücke Herbasse (120 m) \| \| \| 486,9 \| Flutbrücke Herbasse (120 m) \| Flutbrücke Herbasse (120 m) \| \| \| 487,7 \| Herbasse (61 m) \| Herbasse (61 m) \| \| \| 488,2 \| D 532 (ehem. N 532) \| D 532 (ehem. N 532) \| \| \| 488,9 \| Le Chalon (55 m) \| Le Chalon (55 m) \| \| \| 489,7 \| Isère; 222 m) \| Isère; 222 m) \| \| \| 493,2 \| Abzw. Saint-Marcel-lès-Valence \| Abzw. Saint-Marcel-lès-Valence \| \| \| 495,3 \| Valence TGV Bahnstrecke Valence–Moirans \| 168 m \| \| \| \| LGV Méditerranée nach Marseille \| \| |                                               |                                                              |                                                              |
| Strecke |                                               | LGV Sud-Est von Paris-Gare-de-Lyon                           | LGV Sud-Est von Paris-Gare-de-Lyon                           |
| Abzweig geradeaus und nach rechts | 380,5                                         | Abzw. Montanay; LGV Sud-Est nach Lyon-Part-Dieu              | Abzw. Montanay; LGV Sud-Est nach Lyon-Part-Dieu              |
| Kreuzung geradeaus unten | 384,6                                         | Bahnstrecke Lyon-Saint-Clair–Bourg-en-Bresse                 | Bahnstrecke Lyon-Saint-Clair–Bourg-en-Bresse                 |
| Brücke | 385,1                                         | A 46 (63 m)                                                  | A 46 (63 m)                                                  |
| Überleitstelle / Spurwechsel | 389,2                                         | PRS de Miribel (Betriebsgleis nördlich)                      | PRS de Miribel (Betriebsgleis nördlich)                      |
| Tunnel | 393,4                                         | Tunnel des Dombes (501 m)                                    | Tunnel des Dombes (501 m)                                    |
| Tunnel | 393,7                                         | Tunnel de la Côtière (291 m)                                 | Tunnel de la Côtière (291 m)                                 |
| Strecke Anfang Hochstrecke | 394,1                                         | Viaduc de la Côtière (1725 m)                                | Viaduc de la Côtière (1725 m)                                |
| Kreuzung | 394,9                                         | Bahnstrecke Lyon–Genève                                      | Bahnstrecke Lyon–Genève                                      |
| Strecke unter Wasserlauf |                                               | Sereine                                                      | Sereine                                                      |
| Strecke Ende Hochstrecke | 395,8                                         | A 42                                                         | A 42                                                         |
| Brücke |                                               | Flutbrücken Rhone (4 ×; 78, 26, 26 und 106 m)                | Flutbrücken Rhone (4 ×; 78, 26, 26 und 106 m)                |
| Strecke unter Wasserlauf Anfang Hochstrecke | 399,3                                         | Canal de Miribel (Rhone; (535 m)                             | Canal de Miribel (Rhone; (535 m)                             |
| Strecke unter Wasserlauf Ende Hochstrecke | 399,8                                         | Canal de Jonage                                              | Canal de Jonage                                              |
| Kreuzung geradeaus oben (Querstrecke außer Betrieb) | 405,x                                         | Chemin de fer de l'Est de Lyon (CFEL)                        | Chemin de fer de l'Est de Lyon (CFEL)                        |
| U-Bahn-Strecke nach halblinks und von rechts · Strecke |                                               | Rhônexpress von Lyon-Part-Dieu                               | Rhônexpress von Lyon-Part-Dieu                               |
| U-Bahn-Kopfbahnhof Streckenende · Bahnhof | 409,8                                         | Lyon-Saint-Exupéry TGV                                       | Lyon-Saint-Exupéry TGV                                       |
| Brücke | 414,0                                         | D 306 (199 m)                                                | D 306 (199 m)                                                |
| Brücke | 416,5                                         | A 43 (88 m)                                                  | A 43 (88 m)                                                  |
| Abzweig geradeaus und nach halblinks | 416,7                                         | Abzw. Grenay-Nord; nach Grenoble                             | Abzw. Grenay-Nord; nach Grenoble                             |
| Abzweig quer und nach halblinks · Kreuzung geradeaus oben · Abzweig quer und von halbrechts | 417,5                                         | Bahnstrecke Lyon–Marseille (über Grenoble)                   | Bahnstrecke Lyon–Marseille (über Grenoble)                   |
| Abzweig geradeaus und von halbrechts | 418,8                                         | Abzw. Grenay-Sud von Lyon-Part-Dieu                          | Abzw. Grenay-Sud von Lyon-Part-Dieu                          |
| Grenze | 423,x                                         | Wechsel TVM 300 zu TVM 430                                   | Wechsel TVM 300 zu TVM 430                                   |
| Überleitstelle / Spurwechsel | 427,9                                         | PRCI de Saint-Georges-d'Espéranche                           | PRCI de Saint-Georges-d'Espéranche                           |
| Brücke | 437,5                                         | Viaduc de Savas-Mépin (570 m)                                | Viaduc de Savas-Mépin (570 m)                                |
| Brücke über Wasserlauf | 439,1                                         | Gère (Viaduc de Meyssiez; 611 m)                             | Gère (Viaduc de Meyssiez; 611 m)                             |
| Tunnel | 441,5                                         | Tunnel de Meyssiez (1780 m)                                  | Tunnel de Meyssiez (1780 m)                                  |
| Brücke über Wasserlauf | 442,7                                         | Varèze (65 m)                                                | Varèze (65 m)                                                |
| Brücke über Wasserlauf | 451,0                                         | Dolon                                                        | Dolon                                                        |
| Überleitstelle / Spurwechsel | 455,3                                         | PRCI de Lapeyrouse-Mornay (Betriebsgleis östlich)            | PRCI de Lapeyrouse-Mornay (Betriebsgleis östlich)            |
| Brücke | 456,5                                         | D 519 (ehem. N 519)                                          | D 519 (ehem. N 519)                                          |
| Brücke über Wasserlauf | 457,3                                         | Oron (65 m)                                                  | Oron (65 m)                                                  |
| Brücke | 457,5                                         | Flutbrücke Oron (50 m)                                       | Flutbrücke Oron (50 m)                                       |
| Kreuzung geradeaus oben | 458,0                                         | Bahnstrecke Saint-Rambert-d’Albon–Rives                      | Bahnstrecke Saint-Rambert-d’Albon–Rives                      |
| Brücke | 460,5                                         | RD 139 / RD 1 (125 m)                                        | RD 139 / RD 1 (125 m)                                        |
| Brücke | 464,7                                         | Viaduc de Bancel (218 m)                                     | Viaduc de Bancel (218 m)                                     |
| Tunnel | 466,7                                         | Tunnel de la Galaure (2680 m)                                | Tunnel de la Galaure (2680 m)                                |
| Brücke | 469,2                                         | Estacade de la Galaure (255 m)                               | Estacade de la Galaure (255 m)                               |
| Brücke über Wasserlauf | 471,7                                         | Galaure (88 m)                                               | Galaure (88 m)                                               |
| Überleitstelle / Spurwechsel | 476,3                                         | PRCI de Claveyson-Bren (Betriebsgleis u. Notbahnsteig östl.) | PRCI de Claveyson-Bren (Betriebsgleis u. Notbahnsteig östl.) |
| Brücke | 485,1                                         | Flutbrücke Herbasse (120 m)                                  | Flutbrücke Herbasse (120 m)                                  |
| Brücke | 485,7                                         | Flutbrücke Herbasse (120 m)                                  | Flutbrücke Herbasse (120 m)                                  |
| Brücke | 486,9                                         | Flutbrücke Herbasse (120 m)                                  | Flutbrücke Herbasse (120 m)                                  |
| Brücke über Wasserlauf | 487,7                                         | Herbasse (61 m)                                              | Herbasse (61 m)                                              |
| Brücke | 488,2                                         | D 532 (ehem. N 532)                                          | D 532 (ehem. N 532)                                          |
| Brücke über Wasserlauf | 488,9                                         | Le Chalon (55 m)                                             | Le Chalon (55 m)                                             |
| Brücke über Wasserlauf | 489,7                                         | Isère; 222 m)                                                | Isère; 222 m)                                                |
| Strecke von links · Abzweig geradeaus, nach rechts und von links | 493,2                                         | Abzw. Saint-Marcel-lès-Valence                               | Abzw. Saint-Marcel-lès-Valence                               |
| Abzweig quer und nach rechts · Turmbahnhof | 495,3                                         | Valence TGV Bahnstrecke Valence–Moirans                      | 168 m                                                        |
| |                                               | LGV Méditerranée nach Marseille                              |                                                              |

Die LGV Rhône-Alpes (kurz für Ligne à grande vitesse Rhône-Alpes, „Hochgeschwindigkeitsstrecke Rhone-Alpen“) ist eine Schnellfahrstrecke in Frankreich. Sie ist 115 Kilometer lang, wird von TGV-Zügen befahren und ist nach der Region Rhône-Alpes benannt, in der sie liegt. Die Strecke umfährt den Großraum von Lyon und führt bis in die Nähe von Valence. Sie ist zudem die erste französische Schnellfahrstrecke, die für Geschwindigkeiten von 320 km/h ausgelegt ist.

## Geschichte
- 28. Oktober 1989: Erteilung der Baubewilligung
- 13. Dezember 1992: Inbetriebnahme des nördlichen Teilstücks (42 km) zwischen Montanay und Saint-Quentin-Fallavier
- 3. Juli 1994: Inbetriebnahme des südlichen Teilstücks (73 km) zwischen Saint-Quentin-Fallavier und dem Bahnhof Valence TGV; Eröffnung des Bahnhofs Lyon-Saint-Exupéry TGV
- 26. Mai 2001: Der Opération Sardine genannte Langstreckenweltrekord führt über die Strecke
- 7. Juni 2001: Inbetriebnahme der LGV Méditerranée als südliche Fortsetzung der LGV Rhin-Rhône

## Streckenbeschreibung

### Streckenverlauf
Es werden vier Départements durchquert; von Nord nach Süd sind dies Ain, Rhône, Isère und Drôme. Die Strecke beginnt bei Montanay, wo sie von der LGV Sud-Est Richtung Osten in einem großzügig konzipierten Bogen stets gebündelt mit der Autoroute A432 abzweigt: Der Abstieg Richtung Südosten von der nördlichen Hochflächenkante in der Landschaft der Côtière ins breite Rhonetal erfolgt mit dem imposanten Viaduc de la Côtière und nach der eigentlichen Flussquerung geht es wieder hinauf in die Hochfläche zwischen der Niederung der Bourbre im Osten und dem Saone- bzw. Rhonetal. Dabei wird der Flughafen Lyon Saint-Exupéry mit seinem Bahnhof Lyon-Saint-Exupéry TGV passiert, und gleich südlich davon der erste Abschnitt bei Saint-Quentin-Fallavier, wo eine Ausfädelung auf die Altbaustrecke Lyon-Grenoble besteht (die auch von Zügen in Richtung Italien benutzt wird), beendet.
Der nun folgende zweite Abschnitt durchschneidet in Nord-Süd-Richtung Westausläufer der Alpen und deren Richtung Rhone ebenfalls westwärts angelegten Gewässerfurchen: Er besitzt zwei längere Tunnel, den Tunnel de Meyssiez (1780 m) und den Tunnel de la Galaure (2680 m). Wenige Kilometer nach Überquerung der Isère endet die Strecke bei Saint-Marcel-lès-Valence nordöstlich der Stadt Valence. Sie geht einerseits in die LGV Méditerranée in Richtung Süden über, andererseits besteht hier eine Ausfädelung auf die Altstrecke nach Valence.

### Merkmale
Der nördliche 1992 eröffnete erste Abschnitt (42 km) zwischen Montanay und dem Abzweig Saint-Quentin-Fallavier ist für eine Geschwindigkeit von 300 km/h ausgelegt. Der Mindestkurvenradius beträgt 4000 m, der Gleismittenabstand 4,2 m.
Der südliche 1994 eröffnete zweite Abschnitt (73 km) zwischen dem Abzweig Saint-Quentin-Fallavier und Bahnhof Valence TGV kann mit 320 km/h befahren werden, die maximale Steigung beträgt 35 ‰.
Zu den Kunstbauten gehören zehn Viadukte mit einer Gesamtlänge von 4,5 km sowie vier Tunnel mit einer Gesamtlänge von 5,3 km. Elektrifiziert ist die vollständig doppelgleisig ausgebaute Strecke mit 25 kV 50 Hz Wechselstrom. Überwacht und gesteuert wird die gesamte Strecke von einem Kontrollraum im Bahnhof Lyon-Perrache aus.

### Bahnhöfe
An der LGV Rhône-Alpes befindet sich der Bahnhof Lyon-Saint-Exupéry TGV auf dem Gebiet der Gemeinde Colombier-Saugnieu. Der Bahnhof wurde vom Spanier Santiago Calatrava entworfen und gilt als architektonisches Meisterwerk; es erschließt den Flughafen Lyon Saint-Exupéry.